# Chiesa di Sant'Andrea a Ripalta
La chiesa di Sant'Andrea a Ripalta si trova nel comune di Figline e Incisa Valdarno.
L'edificio, già citato nel secolo XI e ristrutturato nel XIII secolo, è stato ampiamente rimaneggiato nel Settecento mantenendo una sua gradevole eleganza affidata alle decorazioni a stucco. Caratteristico è il triplice campaniletto a vela.
L'opera più importante che vi si conservava era un trittico con l'Adorazione dei Magi e quattro santi (Trittico Serristori) di Andrea di Giusto, con predella originale e cornice, datato 1436. L'opera è stata rimossa per motivi di sicurezza e oggi si trova nel Museo d'arte sacra della collegiata di Santa Maria.